# Chrysopetalidae
Famille
Les Chrysopetalidae sont une famille de vers marins polychètes de l'ordre des Phyllodocida.

## Liste des genres
Selon World Register of Marine Species (31 mai 2023) : 
- Acanthopale San Martín, 1986
- Arichlidon Watson Russell, 1998
- Bhawania Schmarda, 1861
- Bhawatsonia Cruz-Gómez, 2021
- Boudemos Watson, Carvajal, Sergeeva, Pleijel & Rouse, 2016
- Calamyzas Arwidsson, 1932
- Chrysopetalum Ehlers, 1864
- Craseoschema Ravara & Aguado, 2019
- Dysponetus Levinsen, 1879
- Flascarpia Blake, 1993
- Hyalopale Perkins, 1985
- Iheyomytilidicola Miura & Hashimoto, 1996
- Laubierus Blake, 1993
- Micospina Watson, Carvajal, Sergeeva, Pleijel & Rouse, 2016
- Miura Blake, 1993
- Mytilidiphila Miura & Hashimoto, 1993
- Natsushima Miura & Laubier, 1990
- Nautiliniella Miura & Laubier, 1990
- Paleaequor Watson Russell, 1986
- Paleanotus Schmarda, 1861
- Petrecca Blake, 1990
- Pseudodysponetus Böggemann, 2009
- Santelma Blake, 1993
- Shinkai Miura & Laubier, 1990
- Spathochaeta Jimi, Moritaki & Kajihara, 2019
- Strepternos Watson Russell, 1991
- Thrausmatos Watson, 2001
- Thyasiridicola Miura & Hashimoto, 1996
- Treptopale Perkins, 1985
- Vesicomyicola Dreyer, Miura & Van Dover, 2004
- Vigtorniella Kiseleva, 1996

## Systématique
Le nom valide de ce taxon est Chrysopetalidae Ehlers, 1864,.

## Publication originale
- (de) Ernst Ehlers, Die Borstenwürmer (Annelida Chaetopoda) nach systematischen und anatomischen Untersuchungen dargestellt, Leipzig, Wilhem Engelmann, 1864, 840 p. (OCLC 3686483, DOI 10.5962/BHL.TITLE.2081, lire en ligne).